# Hypolimnas circumscripta
Hypolimnas circumscripta är en fjärilsart som beskrevs av Hans Fruhstorfer 1912. Hypolimnas circumscripta ingår i släktet Hypolimnas och familjen praktfjärilar. Inga underarter finns listade i Catalogue of Life.